# Steinbach (Kocher, Unterlauf)
Der Steinbach ist ein 5 km langer Bach im Gemeindegebiet von Hardthausen am Kocher im Landkreis Heilbronn in Baden-Württemberg, der nach etwa südlichem Lauf im Dorf Kochersteinsfeld von rechts in den unteren Kocher mündet.
Außer dem hier behandelten Steinbach gibt es noch zwei weitere Zuflüsse des Kochers am Oberlauf mit diesem Namen oder Namensteil, den auch Schlossbach genannten Steinbach bei der Scherrenmühle von Aalen sowie den Gesägten Steinbach, der bei Abtsgmünd-Schäufele mündet.

## Geographie

### Verlauf
Der Steinbach entspringt der Seewiesenquelle, auf einer älteren Karte Steinachbrunnen genannt, die etwa 1,8 km nordnordwestlich der Ortsmitte von Lampoldshausen auf etwa 277 m ü. NHN am Nordrand der Wiesenlichtung See im südlichen Harthäuser Wald liegt. Die Quelle wird zur Trinkwasserversorgung genutzt und der Steinbach hat auf den ersten hundert Meter durch die Waldwiese seines beständig südlichen bis südsüdöstlichen Laufs keinen dauerhaften Abfluss. Danach läuft der Abfluss durch zwei Nasswiesen vor und nach einem querenden Wegdamm, wonach der Bachlauf in seiner schmalen Wiesenaue im Wald von einer Galerie aus Erlen und Eschen begleitet wird. Ehe der leicht schlängelnde, rund meterbreite Bach mit auch hier nur temporären Durchfluss das große Waldgebiet etwa einen Kilometer nach seinem Ursprung dauerhaft hinter sich lässt, läuft von links aus einer flachen Hangwiese der Abfluss einer kleinen Quelle zu.
Gut dreihundert Meter nach der Waldgrenze erreicht der Steinbach in seiner weniger als 50 Höhenmeter eingetieften Talmulde den Nordrand des Dorfes Lampoldshausen. Dort fließt von links und Nordosten der Waldabteilung Heiligenbusch entlang ein größtenteils noch im Wald laufender Bach zu, dessen Länge sogar die des Steinbachs bis dorthin übertrifft, der aber durch Karstversickerung nur episodisch Wasser führt und abschnittsweise sogar ohne erkennbaren Lauf ist. Siebenhundert Meter weiter bachabwärts läuft fast schon am unteren Ortsende von Lampoldshausen der Krebsbach von Ostnordosten zu, der am Oberlauf vor dem Ortseintritt als fast kahler, schnurgerader Graben neben einem Flurweg einherläuft und im Ort abschnittsweise gar keinen offenen Lauf hat.
Am unteren Dorfrand läuft der Steinbach durch eine kleine Röhrichtfläche, danach bis ein Meter breit und von einer Galerie aus Bäumen und Büschen begleitet in einem Ausbauprofil, aus dem er sich mehr und mehr befreit, weiter südwärts bis zu einer Feldwegquerung südlich von Lampoldshausen. Nach dieser beginnt ein sehr naturnaher Abschnitt mit ein bis drei Meter breitem, von einer Baumgalerie begleitetem Mäanderlauf, das Bett ist dort bis zu anderthalb Meter in den Auenlehm eingetieft.
Nach einer kurzen Unterbrechung setzt sich der nunmehr bis zu fünfzig Meter Breite anwachsende Auenwald neben dem recht schnell natürlich fließenden Bach bis in die Siedlungskontur von Kochersteinsfeld fort. Der Steinbach ist nun bis drei Meter tief eingekerbt, auf der Bachsohle sind nun Steine und Felsplatten zu erkennen. Gegen Ende dieses Abschnitts mündet von Nordwesten her am Siedlungsrand des Dorfes der nicht sehr lange Abfluss des Bachbrunnens zu.
Nachdem im alten Ortskern von Kochersteinsfeld die Bebauung bis an den Lauf herangerückt ist, wendet sich der Bach nach seinem Talende dort durch die rechte Flussaue zuletzt nach Südwesten. Zwischen dem unteren Ende eines Streichwehr im Fluss und Lagersilos einer Mühle wird er mit einer Backbrücke über den dort abgehenden rechten Mühlkanal auf die Flussinsel Mühlwört hinübergeführt und fließt dort über eine Sohlrampe von rechts und auf etwa 168 m ü. NHN in den unteren Kocher ein.
Der Steinbach mündet nach einem 5,0 km langen Weg mit mittleren Sohlgefälle von etwa 22 ‰ rund 109 Höhenmeter unterhalb seiner Quelle. Er wird von Anfang an in seinem kleinen Kerbtal oder an dessen Hang von der aus Richtung Möckmühle im Norden kommenden K 2130 bis zur Mündung begleitet.

### Einzugsgebiet
Das Einzugsgebiet des Steinbachs ist 8,5 km² groß. Es liegt naturräumlich gesehen – einen sehr kleinen mündungsnahen Anteil im Ortsbereich von Kochersteinsfeld ausgenommen, der Teil des Unterraums Kocherplatten und Krumme Ebene der Hohenloher Ebene ist – im Hardthäuser Wald des Unterraums Westliche Kocher-Jagst-Ebenen der Kocher-Jagst-Ebenen. Zu diesem gehört außer dem fast namensgleichen Waldgebiet Harthäuser Wald mit etwa einem Drittel der Fläche im Norden, wo an der nördlichen Wasserscheide sich der mit wenig über 330 m ü. NHN höchste Punkt auf einem Waldhöcker findet, eine hügelige Flurebene mit Feldern und Weisen beidseits des Steinbachtales im mittleren und unteren Einzugsgebiet.
Dieses grenzt reihum an die Einzugsgebiet der folgenden Nachbargewässer, die alle ebenfalls in den Kocher münden:
- Im Westen und Norden grenzt das Einzugsgebiet des Buchsbachs an, der einen größeren Anteil des Waldgebietes wie des Naturraumteiles ebenfalls südwärts entwässert;
- im Nordosten durchzieht der Fischbach den östlichen Teil des Harthäuser Waldes, er mündet in einen Kocher-Seitenkanal;
- im Osten führt der Lehlesbach den Abfluss auf der anderen Seite der Wasserscheide wenig aufwärts des Steinbachs zum Kocher;
- im Südosten schiebt sich vor das des weiter abwärts mündenden Buchsbachs das kleine Einzugsgebiet des Messbachs.

Das gesamte Einzugsgebiet gehört zur Gemeinde Hardthausen am Kocher, im Norden und der Mitte zum überwiegenden Teil zur Teilgemarkung Lampoldshausen, mündungsnah im Süden mit kleinerem Anteil zur Gemarkung Kochersteinsfeld. Die namengebenden Dörfer der beiden Gemarkungen sind die einzigen Orte am Lauf und im Einzugsgebiet.

### Zuflüsse
Liste der Zuflüsse von der Quelle zur Mündung. Gewässerlänge, Einzugsgebiet und Höhe nach den entsprechenden Layern auf der Onlinekarte der LUBW. Andere Quellen für die Angaben sind vermerkt.
Auswahl.
Ursprung des Steinbachs auf etwa 277 m ü. NHN ca. 1,8 km nordnordwestlich von Hardthausen-Lampoldshausen an der Wiesenlichtung See im Harthäuser Wald am Steinbachbrunnen oder der Seewiesenquelle.
- (Waldbach am Heiligenbusch), von links und Nordosten auf etwa 242 m ü. NHN am Nordrand von Lampoldshausen, 1,7 km und 1,7 km². Entsteht auf etwa 291 m ü. NHN nordöstlich von Lampoldshausen im Harthäuser Wald zwischen den Gewannen Fichtenwald und Falkenbusch.
- Krebsbach, von links und Ostnordosten auf etwa 220 m ü. NHN in Lampoldshausen nach der Bachquerung der Brückenstraße, 2,0 km und 1,2 km². Entsteht auf etwa 295 m ü. NHN am Rand des Waldgewanns zur Flurgewann Kreuzholz. Fast auf ganzer Länge Weggraben in natürlicher Mulde.
- (Bach aus dem Bachbrunnen), von rechts und Nordosten auf unter 185 m ü. NHN im nördlichen Kochersteinsfeld, ca. 0,6 km[LUBW 6] und ca. 0,4 km².[LUBW 7] Entsteht auf etwa 222 m ü. NHN beim Wohnplatz Bachbrunnen von Kochersteinsfeld.

Mündung des Steinbachs von rechts und Norden auf ca. 168 m ü. NHN bei Hardthausen-Kochersteinsfeld nach einer Bachbrücke über den Mühlkanal zum Mühlwörth von dieser Flussinsel von rechts und zuallerletzt Nordosten in den unteren Kocher. Der Steinbach ist 5,0 km lang und hat ein 8,5 km² großes Einzugsgebiet.

## Geologie
Das Einzugsgebiet des Steinbachs liegt größtenteils im mesozoischen Schichtenpaket des Keupers, der jedoch auf einem großen Teil quartär überlagert ist. Der Bach beginnt seinen Lauf im Lettenkeuper (Erfurt-Formation), der sich zumindest an dessen Oberhang bis hinunter zum Mündungsort Kochersteinsfeld zieht und teils auf der westlichen Randhöhe, vor allem aber im östlichen Einzugsgebiet weite Flächen bedeckt. In drei kleinen Inseln nahe der westlichen Wasserscheide lagert darüber Gipskeuper (Grabfeld-Formation). Im schmalen Tal steht an dessen unteren Flanken beidseits der Sedimentablagerungen auf dem Grund bald Oberer Muschelkalk an, in dessen Schichthöhe der Steinbach auch mündet. Lösssediment aus quartärer Ablagerung bedeckt den größten Teil des nördlichen Einzugsgebietes und auch große des westlichen von Lampoldshausen an abwärts. Einige kurze Abschnitte eines breiten und weitreichenden, von Nordwest nach Südost ziehenden Störungsbündels streichen auch im Einzugsgebiet.
Die Talmulde des Steinbachs ist oberhalb der Quelle fast einen Kilometer weiter aufwärts zu verfolgen. Der Zufluss aus dem Harthäuser Wald hat Versickerungsdolinen, sein Lauf setzt abschnittsweise ganz aus und er hat einen rechten Talzweig, dessen episodischer Bach schon vor der Vereinigung der Zweige ebenfalls versickert. Dies zeigt ebenso wie die nur episodische Wasserführung am Oberlauf des Steinbachs die landschaftstypische Verkarstung des Oberen Muschelkalks an.

## Wasserschutzgebiete
Rund 2 km² des Einzugsgebietes liegen in Wasserschutzgebieten, die sich über die Wasserscheiden hinüber auch mehr oder weniger weit in angrenzende Einzugsgebiete erstrecken. Das größte im Norden schützt die Bachquelle Seewiesenquelle/Steinbachbrunnen, eines nordöstlich von Lampoldshausen die Eichbrunnenquelle, unmittelbar nördlich von Kochersteinsfeld das kleinste am linken Talhang die Quellen Mostbrunnen und Trautenbrunnen.

### LUBW
Amtliche Online-Gewässerkarte mit passendem Ausschnitt und den hier benutzten Layern: Lauf und Einzugsgebiet des Steinbachs

Allgemeiner Einstieg ohne Voreinstellungen und Layer: Daten- und Kartendienst der Landesanstalt für Umwelt Baden-Württemberg (LUBW) (Hinweise)
1. 1 2 3 4  Höhe nach dem Höhenlinienbild auf dem Hintergrundlayer Topographische Karte.
2. 1 2  Länge nach dem Layer Gewässernetz (AWGN).
3. 1 2  Einzugsgebiet aufsummiert aus den Teileinzugsgebieten nach dem Layer Basiseinzugsgebiet (AWGN).
4. ↑  Bachnatur teilweise nach dem Layer Geschützte Biotope.
5. ↑  Einzugsgebiet nach dem Layer Basiseinzugsgebiet (AWGN).
6. ↑  Länge abgemessen auf dem Hintergrundlayer Topographische Karte.
7. ↑  Einzugsgebiet abgemessen auf dem Hintergrundlayer Topographische Karte.
8. ↑  Dolinen nach dem Layer Geschützte Biotope.
9. ↑  Wasserschutzgebiete nach dem einschlägigen Layer.

### Andere Belege
1. ↑  Früherer Name Steinachbrunnen der Quelle nach:
  - Meßtischblatt 6722 Brettach von 1933 in der Deutschen Fotothek
2. ↑  Wolf-Dieter Sick: Geographische Landesaufnahme: Die naturräumlichen Einheiten auf Blatt 162 Rothenburg o. d. Tauber. Bundesanstalt für Landeskunde, Bad Godesberg 1962. → Online-Karte (PDF; 4,7 MB)
3. ↑  Geologie nach den Layern zu Geologische Karte 1:50.000 auf: Mapserver des Landesamtes für Geologie, Rohstoffe und Bergbau (LGRB) (Hinweise)